# Sáfrányosszeklice-olaj
A sáfrányosszeklice-olaj a sáfrányos szeklice (Carthamus tinctorius L.) vagy más néven olajözön vagy pórsáfrány nevű növény magjaiból sajtolt növényi olaj.

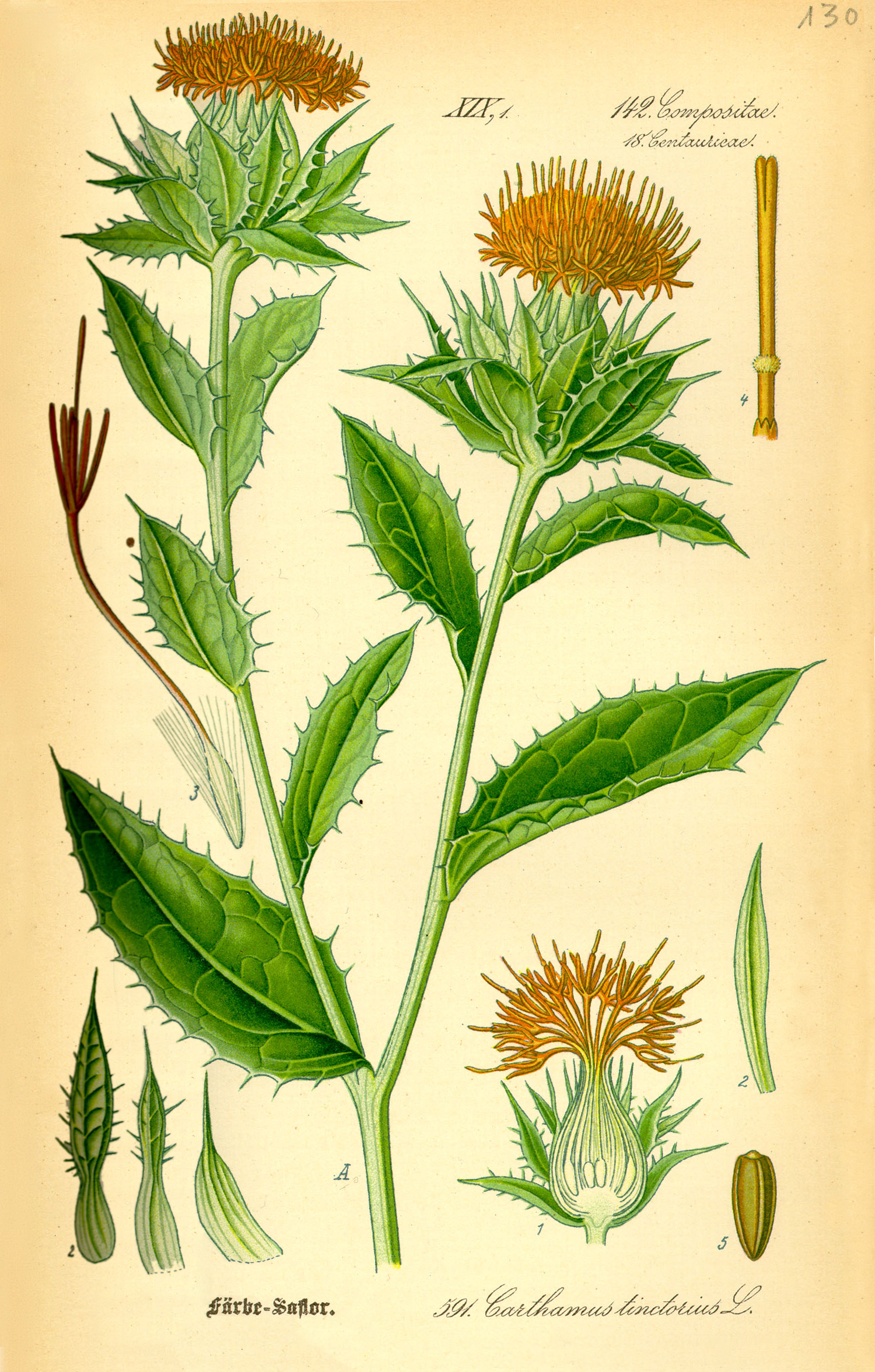
Sáfrányos szeklice

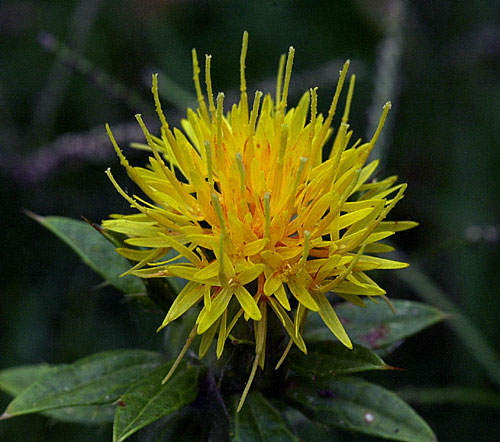

## Története
A sáfrányos szeklicét már ókori Egyiptomban is használták főleg textíliák színezésére. Igazi jelentőségét csak a 19. században ismerték fel, amikor rájöttek, hogy magjából értékes étolaj nyerhető, ami egyenértékű a napraforgóolajéval. Mára már a sáfrányos szeklicét több mint 60 országban termesztik, éves terméshozama mintegy 600 000 tonna. A legnagyobb mennyíségben India, az Egyesült Államok, és Mexikó termeszti a növényt, de Magyarországon is előfordul a termesztése.

## Tulajdonságai
A sáfrányosszeklice-olaj a napraforgóolajhoz hasonlít mind ízben, színben és állagban. Kedvező tulajdonságai és olcsósága miatt kiváló helyettesítője a napraforgóolajnak. Gazdag omega-6-zsírsavforrás, így kedvezően hat a vér koleszterinszintjére.
Két fajtája van:
- egyszeresen telítetlen zsírsavakban gazdag, amely főleg olajsavat tartalmaz
- többszörösen telítetlen zsírsavakban gazdag, amely főleg linolsavat tartalmaz

## Felhasználása
Leginkább sütésre és főzésre, de margaringyártásra is használják. A kozmetikai ipar olcsó szappanok alapanyagaként alkalmazza. Étrend-kiegészítőként is fogyasztják, a festészetben a lenmagolaj helyettesítésére használják, mivel nem sárgul meg. 
| Energia 885 kcal 3699 kJ |       |
| Szénhidrátok | 0.0 g |
| Zsír | 100 g |
| - telített 6.203 g |       |
| - transz 0.0 g |       |
| - egyszeresen telítetlen 14.355 g |       |
| - többszörösen telítetlen 74.623 g |       |
| - omega-3 zsírsav 0.0 g |       |
| - omega-6 zsírsav 74.623 g |       |
| Fehérje | 0.0 g |
| E-vitamin 34.1 mg | 227%  |
| K-vitamin 7.1 μg | 7%    |
| sáfrányosszeklice-olaj A százalékos értékek az amerikai felnőttek számára javasolt napi mennyiségre (RDA) vonatkoznak. Forrás: USDA tápanyag adatbázis |       |

## Fordítás
- Ez a szócikk részben vagy egészben  a   Safflower_oil című angol Wikipédia-szócikk fordításán alapul.  Az eredeti cikk szerkesztőit annak laptörténete sorolja fel. Ez a jelzés csupán a megfogalmazás eredetét és a szerzői jogokat jelzi, nem szolgál a cikkben szereplő információk forrásmegjelöléseként.